# كريس كومبز (لاعب كرة قدم أمريكية)
كريس كومبز (بالإنجليزية: Chris Combs)‏ هو لاعب كرة قدم أمريكية أمريكي، ولد في 15 ديسمبر 1976 في روانوك في الولايات المتحدة.